# 踏切支障報知装置

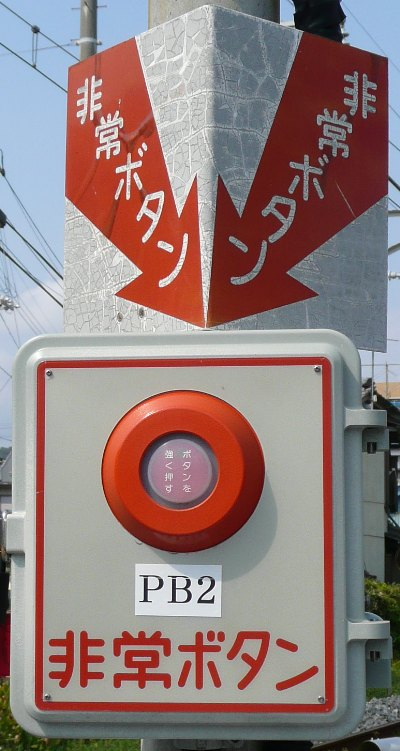
踏切支障報知装置

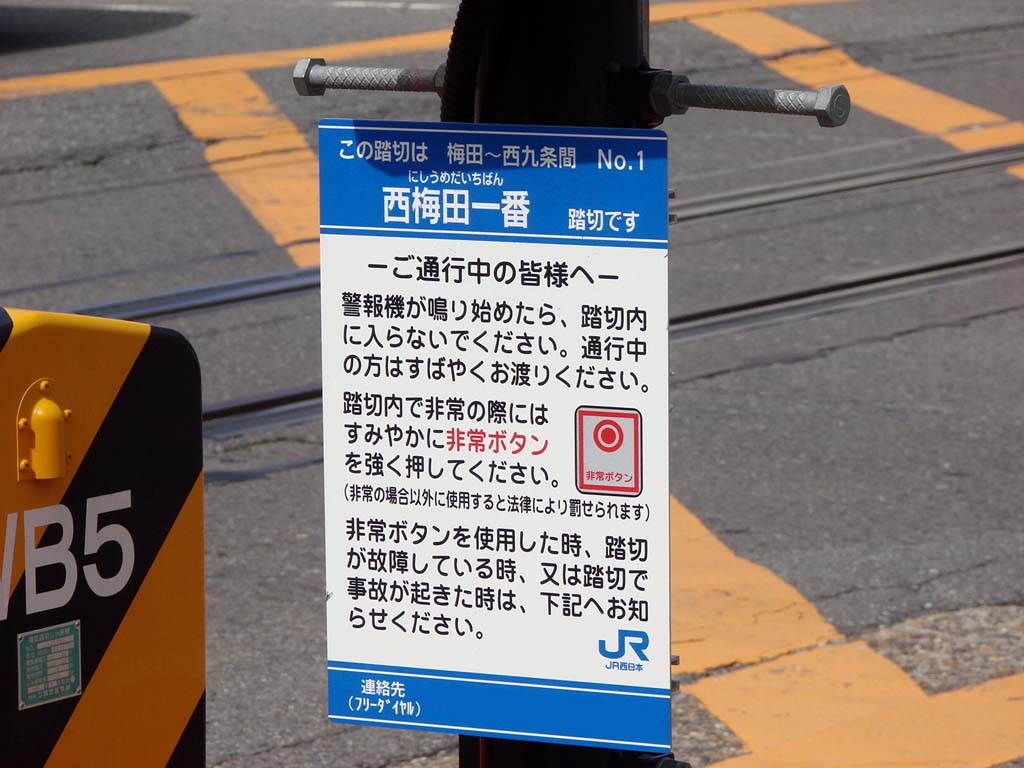
取り扱い方法・連絡先を記した看板

踏切支障報知装置（ふみきりししょうほうちそうち）は、踏切で車両などが立ち往生したり危険が発生したりした場合に、踏切が塞がれている事を駅や列車に知らせるための保安装置で、いわゆる「踏切非常ボタン」と呼ばれるものである。

## 概要
踏切の柱に取り付けられたボックスに収められており、近くには使用法と使った場合の連絡先（主に事業者の運転指令所、地方の場合は踏切に一番近い駅）などが書かれた表示板が付けられている。クラッカープレートや透明のカバーで覆われたボタンを押すと、直近の信号機に停止信号を現示するほか、柱に装備されている信号炎管の発炎信号や特殊信号発光機の発光信号により停止信号を現示し、踏切支障を運転士に知らせる。ボタンやボックスの形状は製造メーカー・路線によって異なり、ボックスも赤く縁取られた灰色のほか、黄色の物や発光ダイオードで目印の内照が組み込まれた物も存在する。
日本の踏切では、複線区間の場合、警報機が設置されている第1種甲・第3種とも、踏切の幅や道路通行量、列車の本数に関係なく、軌道線を除くJR・私鉄とも国土交通省令によって設置が義務付けられている。

## その他
- 正当な理由なく非常時以外、故意にボタンを押して踏切支障報知装置を作動させた場合およびそれによって列車の遅延・運休が生じた場合は、業務妨害罪や鉄道営業法違反に問われる場合があるほか[1]、鉄道会社から損害賠償請求されることがある。
- 子供が悪戯で押すことを考慮し上部に「いたずらするとしかられます」と平仮名で書かれたシールが貼られている踏切支障報知装置もある。
- 2017年9月10日に小田急電鉄小田原線の参宮橋駅 - 代々木八幡駅間の線路脇で発生した火災では、消防からの要請を受けた警察官が近くの踏切の支障報知装置を作動させたため、装置信号より強制的に列車が火災現場のそばに停車する事態となり、車両に延焼する結果となった[2]。